# Stary cmentarz żydowski w Rudniku nad Sanem
Stary cmentarz żydowski w Rudniku nad Sanem – kirkut mieści się przy ul. Mickiewicza 6/10. Został założony na przełomie XVIII i XIX wieku. Ma powierzchnię 0,8 ha. W czasie II wojny światowej został zdewastowany przez Niemców. Obecnie nie ma na nim macew. Teren został po wojnie zabudowany.